# Eblisia scaliforme
Eblisia scaliforme är en skalbaggsart som först beskrevs av Desbordes 1923.  Eblisia scaliforme ingår i släktet Eblisia och familjen stumpbaggar. Inga underarter finns listade i Catalogue of Life.